# Nastro d'argento - Grandi Serie alla miglior serie TV - Dramedy
Il Nastro d'argento - Grandi Serie alla miglior serie TV - Dramedy è un riconoscimento italiano assegnato annualmente dal Sindacato nazionale giornalisti cinematografici italiani a partire dal 2022 alla miglior serie televisiva italiana di genere commedia drammatica.

## Vincitori e candidati
I vincitori sono indicati in grassetto, a seguire gli altri candidati.

### Anni 2022-2029
- 2022
  - Doc - Nelle tue mani, regia di Beniamino Catena e Giacomo Martelli
  - Blanca, regia di Jan Maria Michelini e Giacomo Martelli
  - Chiamami ancora amore, regia di Gianluca Maria Tavarelli
  - Speravo de morì prima, regia di Luca Ribuoli
  - La Compagnia del Cigno, regia di Ivan Cotroneo
- 2023
  - Prisma, regia di Ludovico Bessegato
  - Black Out - Vite sospese, regia di Riccardo Donna
  - Corpo Libero, regia di Cosima Spender e Valerio Bonelli
  - Resta con me, regia di Monica Vullo
  - Shake, regia di Giulia Gandini
- 2024
  - Un professore 2, regia di Alessandro Casale
  - Antonia (serie televisiva), regia di Chiara Malta
  - Doc - Nelle tue mani, regia di Jan Maria Michelini, Nicola Abbatangelo, Matteo Oleotto
  - Studio Battaglia, regia di Simone Spada
  - Un amore, regia di Francesco Lagi
- 2025
  - Tutto chiede salvezza, regia di Francesco Bruni
  - La vita che volevi, regia di Simone Pasticciere
  - Miss Fallaci, regia di Luca Ribuoli
  - Storia della mia famiglia, regia di Claudio Cupellini
  - Tutto quello che ho, regia di Patrizio Gianna